# 天王寺町南
天王寺町南（てんのうじちょうみなみ）は、大阪府大阪市阿倍野区にある町名。現行行政地名は天王寺町南一丁目から天王寺町南三丁目。

## 地理
阿倍野区の北東部に位置し、南の西側に三明町、東側に美章園、北に天王寺町北、西に松崎町、東に東住吉区桑津と接している。

## 歴史

### 地名の由来
「天王寺町」の地名は、かつて巨村であった東成郡天王寺村の一部であったことに由来する。

### 沿革
- 1951年（昭和26年）、大阪市阿倍野区天王寺町・桑津町の各一部より成立[6]。

## 世帯数と人口
2024年（令和6年）9月30日現在の世帯数と人口は以下の通りである。
| 丁目             | 世帯数    | 人口    |
| ---------------- | --------- | ------- |
| 天王寺町南一丁目 | 92世帯    | 174人   |
| 天王寺町南二丁目 | 919世帯   | 1,303人 |
| 天王寺町南三丁目 | 1,242世帯 | 2,317人 |
| 計               | 2,253世帯 | 3,794人 |

### 人口の変遷
国勢調査による人口の推移。
| 1995年（平成7年）  | 2,754人 | [ 7 ]  |  |
| 2000年（平成12年） | 2,766人 | [ 8 ]  |  |
| 2005年（平成17年） | 2,616人 | [ 9 ]  |  |
| 2010年（平成22年） | 2,798人 | [ 10 ] |  |
| 2015年（平成27年） | 3,101人 | [ 11 ] |  |
| 2020年（令和2年）  | 3,675人 | [ 12 ] |  |

### 世帯数の変遷
国勢調査による世帯数の推移。
| 1995年（平成7年）  | 1,342世帯 | [ 7 ]  |  |
| 2000年（平成12年） | 1,412世帯 | [ 8 ]  |  |
| 2005年（平成17年） | 1,337世帯 | [ 9 ]  |  |
| 2010年（平成22年） | 1,564世帯 | [ 10 ] |  |
| 2015年（平成27年） | 1,687世帯 | [ 11 ] |  |
| 2020年（令和2年）  | 2,063世帯 | [ 12 ] |  |

## 学区
市立小・中学校に通う場合、学区は以下の通りとなる。なお、小学校・中学校入学時に学校選択制度を導入しており、通学区域以外に阿倍野区の小学校（自宅から概ね2km以内）・中学校から選択することも可能。
| 丁目             | 番   | 小学校             | 中学校               |
| ---------------- | ---- | ------------------ | -------------------- |
| 天王寺町南一丁目 | 全域 | 大阪市立高松小学校 | 大阪市立文の里中学校 |
| 天王寺町南二丁目 | 全域 | 大阪市立高松小学校 | 大阪市立文の里中学校 |
| 天王寺町南三丁目 | 全域 | 大阪市立高松小学校 | 大阪市立文の里中学校 |

## 事業所
2021年（令和3年）現在の経済センサス調査による事業所数と従業員数は以下の通りである。
| 丁目             | 事業所数  | 従業員数 |
| ---------------- | --------- | -------- |
| 天王寺町南一丁目 | 24事業所  | 388人    |
| 天王寺町南二丁目 | 64事業所  | 496人    |
| 天王寺町南三丁目 | 24事業所  | 104人    |
| 計               | 112事業所 | 988人    |

## 交通

### 鉄道
- 近畿日本鉄道
  - 近鉄南大阪線 河堀口駅

### バス
2024年1月現在
- 大阪シティバス[16]
  - 1・5号系統：天王寺町南一丁目 - 天王寺町南二丁目

### 道路
- 国道25号
- 大阪府道28号大阪高石線（あびこ筋）

## 施設
- あべの翔学高等学校
- あべの翔学高等学校附属朝陽幼稚園
- コーナン 天王寺店

## その他

### 日本郵便
- 〒545-0002[3]（集配局：阿倍野郵便局[17]）